# Shūrok-e Tūpkānlū
Shūrok-e Tūpkānlū (persiska: شورک توپکانلو) är en ort i Iran.   Den ligger i provinsen Khorasan, i den nordöstra delen av landet, 600 km öster om huvudstaden Teheran. Shūrok-e Tūpkānlū ligger 1 393 meter över havet och antalet invånare är 478.
Terrängen runt Shūrok-e Tūpkānlū är kuperad norrut, men söderut är den platt. Runt Shūrok-e Tūpkānlū är det ganska glesbefolkat, med 38 invånare per kvadratkilometer. Närmaste större samhälle är Qūchān, 6,5 km söder om Shūrok-e Tūpkānlū. Omgivningarna runt Shūrok-e Tūpkānlū är i huvudsak ett öppet busklandskap.